# Bouandas
Bouandas est une commune de la wilaya de Sétif à la frontière de la wilaya de Béjaia en Algérie.

## Géographie

### Situation
Bouandas est situé à l'extrême nord de la wilaya de Sétif, limitrophe de :
|           | Ait Tizi, Ait Naoual Mezada |          |
| Bousselam | Bouandas                    | Ait Tizi |
|           | Tala Ifacene                |          |

## Histoire
La commune de Bouandas est située dans le douar (âarch) Ath Slimane.
Bou Andas dépendait de la commune mixte d’Oued Marsa. Douar issu du territoire de la tribu des Beni Sliman délimité par arrêté du 19 juin 1895 et constitué en deux douars : Bou Andas et Kendira. La partie ouest du douar Bou Andas est érigée en commune par arrêté du 7 janvier 1957 sous le nom de Kembita (siège : Aït Traa). Sa partie sud devient alors la commune d'Ouled Bahri. Une SAS (section administrative spécialisée) portait le nom de Bouandas-Boussellam.